# Cappella Orsetti
La cappella Orsetti è una chiesa di Lucca che si trova all'interno del cimitero monumentale.

## Storia e descrizione
La cappella fu eretta da Lorenzo Nottolini nel 1823 per Maria Domenica Paglicci Orsetti, dama di compagnia della duchessa Maria Luisa di Borbone. Costituisce l'unico organico esempio di costruzione neoclassica realizzata in città.
Caratterizzata da una pianta a croce greca, sormontata da cupola e preceduta da un pronao con timpano triangolare, la cappella è posta scenograficamente sull'asse del viale mediano del cimitero.
Era ornata all'interno di dipinti di Raffaele Giovannetti, oggi scomparsi.